# Construccions de pedra seca XIII (el Vilosell)
Construccions de pedra seca XIII és una obra del Vilosell (Garrigues) inclosa a l'Inventari del Patrimoni Arquitectònic de Catalunya.

## Descripció
És una cabana feta de pedra seca de grans dimensions. Els carreus són força grans i sense treballar. Està ubicada d'esquena a un coster i encarada cap a l'est, actualment està coberta de vegetació. L'entrada és un arc de mig punt lleugerament apuntat i la coberta és una volta de canó. S'hi poden apreciar algunes reparacions amb terra i altres elements usats com a argamassa en algunes zones. Al seu interior hi ha una menjadora per animals i un lloc a terra per a fer-hi foc.